# Skaneateles (New York, város)
Skaneateles város az USA New York államában, Onondaga megyében. Lakosainak száma 7112 fő (2020. április 1.).

## Népesség
A település népességének változása:

| 2010 | 7 209 |
| 2020 | 7 112 |